# Eliezer Ben Yehuda
Eliezer Ben Yehuda (in ebraico:  אֱלִיעֶזֶר בֶּן־יְהוּדָה; Lužki, 7 gennaio 1858 – Gerusalemme, 21 dicembre 1922) è stato un giornalista e filologo russo, attivo nella Palestina Ottomana.
Nato Eliezer Isaac Perlman Elianov (in yiddish אליעזר יצחק פּערלמאן עליאנאָוו), a Lužky (Governatorato di Vilna, allora Impero russo, oggi in Bielorussia) è considerato il fondatore dell'ebraico moderno, come lingua parlata e scritta, circa cento anni dopo la rinascita dell'ebraico come lingua letteraria, al principio dell'Haskalah.

## Biografia
Figlio di Yehuda Leib e Feyga Perelman, ebrei chassidici dei Chassidim Habad Lubavich, come un buon numero di ragazzi ebrei cresciuti nell'Europa dell'est nella sua stessa epoca, sarà in contatto con l'ebraico biblico e talmudico per 9 anni. Sin dall'età di tre anni, infatti, comincia lo studio dei principali testi della liturgia ebraica la Torah e la Mishna. In seguito alla morte di suo padre, avvenuta quando aveva 5 anni, sua madre affida la sua custodia a suo zio Davide Wolfson.
Dopo avere raggiunto l'età della maggiorità religiosa (bar mitzvah), a 13 anni, suo zio lo manda a proseguire gli studi religiosi in una piccola accademia talmudica (yeshiva) a Polatsk, città dell'attuale Bielorussia. Uno studente che aveva incrociato per caso gli aveva consigliato di iscriversi alla piccola yeshiva della città, diventa così l'alunno del rabbino maskilim Rav Yossi Bloïker che lo introdurrà segretamente alle idee ebraiche del Haskala e che gli fa leggere alcuni libri giudicati eretici dagli ebrei ortodossi. 
Leggerà tra altri Tzohar Ha-Teva (La luce dell'arca), Kur Oni (Robinson Crusoé), la Guida dei Perplessi di Mosé Maimonide, I Principi e fondamenti della saggezza divina di Haim Z. Slonimski, il Tesoro della saggezza di Zvi Rabinovitch, Ahavat Tzion (L'amore di Sion) di Abramo Mapu. Si stacca quindi sempre più dalla religione fino al giorno in cui decise l'abbandono degli studi rabbinici. È determinato a entrare nella scuola laica russa di Dünaburg, una cittadina dell'attuale Lettonia, per poter poi andare a studiare medicina all'Università di Mosca. È la rottura con suo zio e il giovane Eliezer deve provvedere a sé stesso.
Fortunatamente per lui, un uomo di affari chassidico, Samuel Naphtali Herz Giona l'adotta, ed è in questa famiglia che incontra la sua futura moglie, Debora, figlia maggiore del suo nuovo padrino. Di quattro anni più grande di lui, gli insegnerà il russo, il francese e il tedesco.
Appena arrivato a Dinaburg, gli viene presentato Vitinski, che considererà come il suo secondo padre. Vitinski provvede ai suoi bisogni primari per tutto un anno e l'aiutò a prepararsi all'entrata nell'ultima classe del locale ginnasio. Il nuovo padre lo mette in contatto con le idee del nichilismo russo, facendogli scoprire Lavrov Petr Illitch, Dimitri Pissarev e Nikolai Chernychevsky. Nella sua autobiografia, Ben Yehuda confessò che a quell'epoca, aveva rotto quasi totalmente con la sua appartenenza al popolo ebraico. La sola cosa che gli impedì di diventare completamente russo è stato il suo attaccamento alla lingua ebraica. Continua così a leggere tutti i testi ebraici che gli passano tra le mani. Diventa lettore del giornale mensile HaShachar di Perez Smolenskin.
Nel 1876, i bulgari si sollevano contro il potere ottomano.
È durante questi anni che gli viene la convinzione ferma che il popolo ebraico ha diritto, come tutti gli altri popoli, di costituirsi in Stato nazione da qualche parte sulla Terra. In un'autobiografia che scrisse tra il 1917 e il 1919, spiega che è verso l'età di 17 anni che si lascia pervadere dall'ideale di rinascita del popolo ebraico e della sua lingua storica nella terra degli antenati Eretz Israele. Malgrado il pessimismo degli autori ebrei di quell'epoca riguardo all'avvenire della lingua ebraica e anche riguardo alla sua utilità, acquistò la convinzione che bisognava tentare di ricostituire, in Israele, una nazione ebraica che parla l'ebraico, unica lingua comune a tutti gli ebrei sparsi nel mondo. Ma l'ebraico non è più la lingua materna degli ebrei da secoli. Dopo avere letto Vistnik Yebruku, traduzione russa del romanzo inglese Daniele Deronda di George Eliot, prende la decisione di andare a Parigi per studiare medicina e raggiungere così l'autonomia economica. Progetta già di stabilirsi in seguito in Israele.
Nel 1877, all'età di 19 anni, finisce i suoi studi secondari e nel 1878 lascia Dünaburg per la Francia.

### Parigi
È in un caffè del Quartiere latino che fa l'incontro del suo terzo 'padre' Chashnikov, un giornalista russo corrispondente del Ruski Mir. Di famiglia nobile e amico della principessa Trubetskaja, il giornalista, sulla quarantina, lo prende sotto la sua ala e grazie a questo incontro, Eliezer apprende tutti i segreti del giornalismo e del mondo politico parigino. Accompagna Chashnikov nei dibattiti dell'assemblea nazionale e al teatro. Per provvedere ai suoi bisogni e pagare i suoi studi, Chashnikov gli procura dei lavori di traduzione del francese al russo.
Inizia gli studi medici all'Università di Parigi, la Sorbona. Durante il suo primo inverno in città contrae la tubercolosi. I medici che lo hanno in cura temono per la sua vita e gli consigliano di lasciare la Francia per un paese dove gli inverni sono meno freddi. La sua condizione di salute lo costringerà presto ad abbandonare i suoi studi medici, ma non prima di avere fatto conoscere il suo progetto a Parigi.
Quando Eliezer confida finalmente al suo amico giornalista il segreto della sua venuta a Parigi, Chashnikov lo appoggia e l'incita a fare conoscere, tramite i giornali, la sua idea di rinascita dell'ebraico nella Terra Santa degli ebrei.
Il suo articolo non scuote gli uomini dell'Haskala che avevano già per la maggior parte, secondo Eliezer, rinunciato tanto alla religione quanto all'eredità nazionale ebraica, non consideravano l'uso dell'ebraico un mezzo in grado di favorire l'integrazione degli ebrei provenienti da differenti nazioni dell'Europa. Berl Dov Bar Goldberg per esempio, che Eliezer frequenta regolarmente durante il suo soggiorno a Parigi, non è tutto favorevole al suo progetto di rinascita nazionale.
È da Goldberg che Ben Yehuda incontra parecchi ebrei celebri come Michael Erlanger, responsabile delle opere caritatevoli del barone Edmond James de Rothschild e redattore del giornale socialista HaEmet, così come Getzel Zelikovitch che conosce durante la crisi di Fascioda. La pronuncia sefardita dell'ebraico parlato da quest'ultimo ebbe un grande effetto su Ben Yehuda che lo sentiva per la prima volta.
È a Parigi che prende l'abitudine di conversare esclusivamente in ebraico con gli ebrei che incontra. Per i bisogni delle sue proprie conversazioni, compone un elenco di parole ebraiche vecchie e contemporanee e si mette anche ad inventarne di nuove per descrivere cose e idee non presenti in questa lingua. Nella sua autobiografia, afferma che milon (dizionario) è in effetti il primo neologismo che ha concepito per questa lingua adottiva.
Nel 1880, pubblica due articoli sul giornale Havatselet (Giglio) di Israele Dov per esaltare l'uso dell'ebraico come lingua di insegnamento nelle scuole di Gerusalemme.
Il suo stato di salute si deteriora velocemente. I medici che lo visitano gli vietano di frequentare i laboratori della facoltà di medicina e gli suggeriscono di lasciare la Francia per un paese più caldo. Credendo che sarebbe morto presto a causa della sua malattia, prenderà la decisione di andare a Gerusalemme il più presto possibile. Non potendo intraprendere la carriera medica, partecipa ai seminari organizzati dall'Alleanza israelitica universale (AIU), sperando di prendere la qualifica per un posto di insegnante alla scuola di agricoltura Mikvé-Israele di Charles Netter. Giudicato inabile al lavoro Netter lo fa ammettere alla scuola normale degli insegnanti dell'AIU. L'assiriologo Yoseph Halevi sarà uno dei suoi professori.
Quando Eliezer comincia a sputare del sangue il medico della scuola normale lo fa ricoverare all'ospedale Rothschild. Mentre è ricoverato incontra Abramo Moshé Luntz, anch'egli ricoverato, e apprende da lui che le differenti comunità ebraiche già stabilitesi in Israele, gli ashkenaziti, sefarditi, magrebini e georgiani hanno già l'abitudine di parlare in ebraico sefardita, unica lingua compresa di tutti. Dopo due settimane passate all'ospedale il suo medico gli ordina di lasciare la Francia per un paese del Sud. È l'ospedale che finanzia il suo viaggio ad Algeri dove riprende delle forze durante il periodo invernale. Torna in Francia alla fine dell'inverno, ma resta poco tempo: decide che deve incontrare il proprietario del giornale HaShachar che, contrariamente a lui, crede possibile che il popolo ebraico viva la sua vita di popolo, anche in esilio. Grazie all'aiuto del suo amico russo parte per Vienna.

### Vienna, Giaffa
Arrivato a Vienna, va direttamente al domicilio di Peretz Smolenskin, ma la moglie di questi gli comunica che non è in Francia ma in Russia, da due mesi, per indagare sui pogrom accaduti in diversi punti dell'Impero russo.
Intanto la sua fidanzata Debora lo raggiunge con la ferma intenzione di seguirlo ovunque vada. Comincia ad insegnarle l'ebraico, dato che come tutte le donne ebree dell'epoca non aveva potuto studiare questa lingua. La giovane coppia si sposa al Cairo in Egitto. All'epoca del loro viaggio di nozze, visitarono alcune città del Mediterraneo lungo la loro strada verso la Palestina ottomana. Si fermano a Bucarest e Costantinopoli. Nel frattempo l'amico russo di Yehuda, Chashnikov, li raggiunge e sbarcano tutti tre al porto di Giaffa, oggi Tel Aviv-Giaffa, nel mese di ottobre del 1881.
Allo sbarco in questa città portuale Yehuda prova un malessere, una profonda angoscia, afferma nella sua autobiografia. Parla anche di un sentimento di depressione, alla vista della realtà: la terra degli antenati era già abitata da persone che si sentivano a casa loro, erano cittadini e avevano dei diritti politici, mentre lui era uno straniero senza alcun diritto. Al momento di scendere in Terra santa, prova un forte sentimento di spavento.
I tre viaggiatori vengono ospitati in una locanda ebraica. Ed è solamente là che, dopo essersi riposati e con il contatto con i suoi proprietari, riesce a liberarsi della sua angoscia.

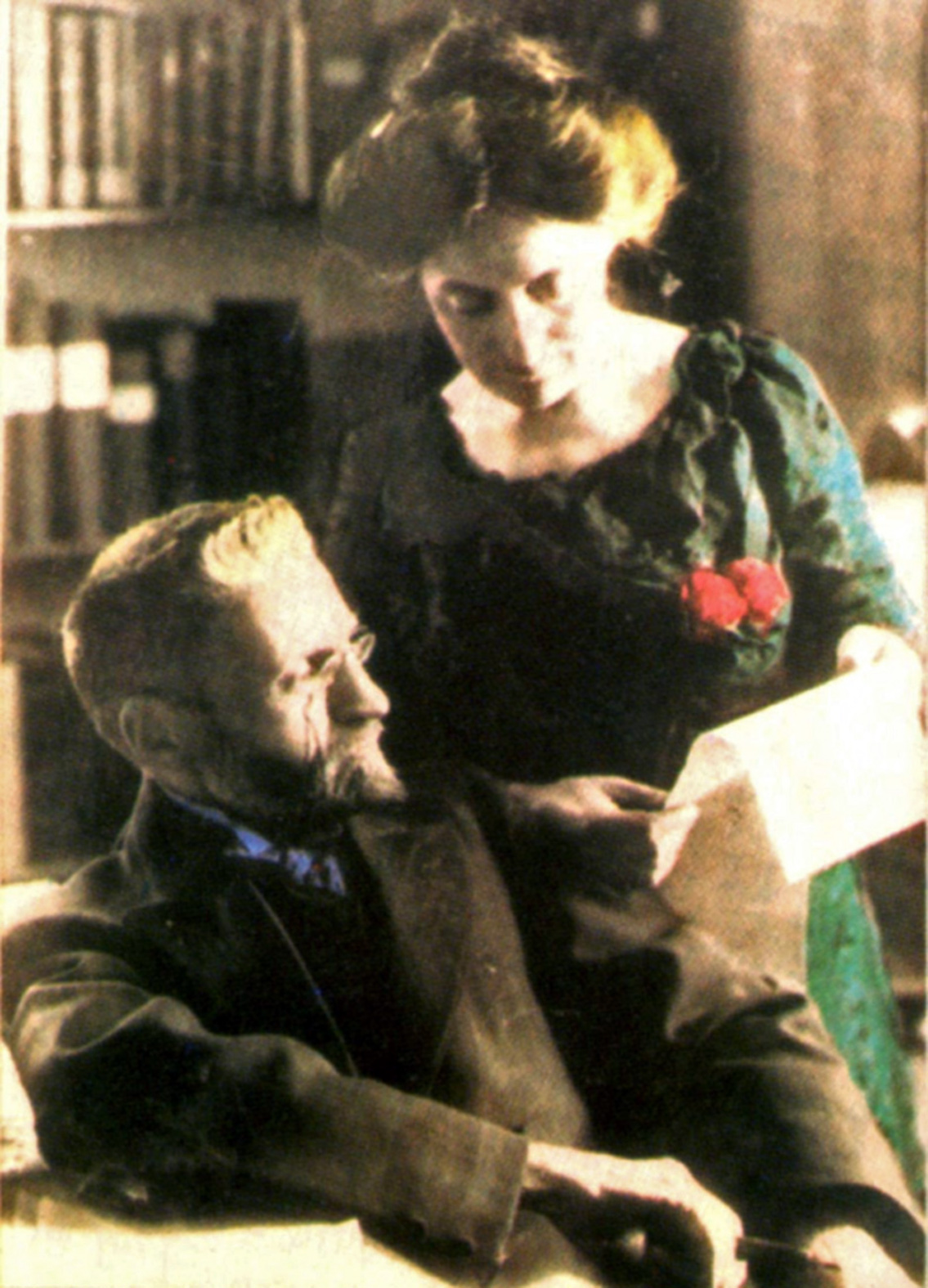
Eliezer con la seconda moglie Chemda, 1912

### Gerusalemme
Arrivato a Gerusalemme Israel Dov gli offre di lavorare per il suo giornale HaVatzelet. Diventa redattore capo aggiunto con un stipendio di venti franchi al mese. Si serve di questa posizione privilegiata per promuovere la rinascita della lingua e della cultura ebraica a Gerusalemme. Nel suo primo articolo, del 12 settembre 1881, denuncia le decisioni politiche dell'AIU e invita gli ebrei a fare da soli.
A quell'epoca un buon numero di persone si lascia conquistare dal progetto nazionalista ebraico. In seguito ai primi episodi di pogrom nella Russia imperiale circa 10.000 persone, non sentendosi più al sicuro a causa della loro origine e della loro religione e non avendo più niente da perdere, lasciano il territorio dell'impero per trasferirsi in Israele. È la prima Aliyah. 
Alcune organizzazioni come Ohavei Tzion ("Gli amanti di Sion"), sotto la leadership di Mosé Lilienblum e Leon Pinsker, e come il Bilu di Israel Belkind simpatizzano con la causa dell'ebraico come lingua nazionale.
Il grande progetto della rinascita dell'ebraico promosso da Ben Yehuda diventa centrale, e i suoi aderenti devono affrontare parecchi ostacoli. Si scontrano infatti con altri gruppi che preferiscono il francese, il tedesco o l'inglese, ma in suo favore gioca il ruolo unificatore che Ben Yehuda vede nell'ebraico.
Cosciente che si dovrà conciliare la presenza a Gerusalemme di diverse comunità di credenze e di individui, per lo più appassionati religiosi, comincia ad annodare legami di amicizia con tutte le persone influenti, e già durante la sua prima settimana in città, incontra tra altri Yehiel Michael Pines, delegato del Fondazione Moses Montefiore, e il console russo M. Kuzibnikov.
Scoraggiato dall'apprendere che solo 30 000 ebrei sono presenti in Palestina, di cui 16 000 a Gerusalemme gli altri sparsi tra Giaffa, Hebron, Safed, Tiberiade, Haifa, Acco e Sidone, e che non possiedono quasi alcuna istituzione, si consola però nel constatare che gli ebrei costituiscono la maggioranza della popolazione della città santa, più numerosa dei musulmani e dei cristiani messi insieme.
Nel 1890 Ben Yehuda organizza la nascita dell'"Accademia della lingua ebraica", e per tutta la vita ne segue gli sviluppi, portandola a vincere la "Guerra delle lingue" nel 1913. Questa "guerra" nasce per la risposta alla domanda: "Se dobbiamo introdurre delle nuove parole in ebraico, parole che sono già in uso presso altre lingue, da quale lingua dobbiamo importarle?". C'erano due fazioni: una, ashkenazita, sosteneva di importarle dallo yiddish. L'altra, sefardita per lo più, proponeva di importarle dall'arabo, che per la sua struttura e morfologia, linguistica e fonetica, era molto più vicino all'ebraico. Ben Yehuda sosteneva quest'ultima tesi, e vinse dopo una lunga battaglia. Probabilmente così salvò la lingua ebraica.